# Surf Coast
Surf Coast Shire är en kommun i Australien. Den ligger i delstaten Victoria, omkring 94 kilometer sydväst om delstatshuvudstaden Melbourne. Antalet invånare är 28 282.
Följande samhällen finns i Surf Coast:
- Torquay
- Anglesea
- Lorne
- Aireys Inlet

I omgivningarna runt Surf Coast växer i huvudsak städsegrön lövskog. Runt Surf Coast är det mycket glesbefolkat, med 7 invånare per kvadratkilometer. Genomsnittlig årsnederbörd är 744 millimeter. Den regnigaste månaden är juni, med i genomsnitt 113 mm nederbörd, och den torraste är januari, med 31 mm nederbörd.